# 베넷친칠라쥐
베넷친칠라쥐(Abrocoma bennettii)는 친칠라쥐과에 속하는 설치류의 일종이다. 칠레에서만 발견되며, 서식지는 안데스 산맥 서부 지역의 지중해성 식생 관목 지대이다. 국제 자연 보전 연맹(IUCN)이 보전 등급을 "관심대상종"으로 지정했다.

## 특징
베넷친칠라쥐는 친칠라쥐속 중에서 가장 큰 종으로 머리부터 몸까지 몸길이가 평균 206mm이고 꼬리 길이는 몸길이의 약 80%이다. 친칠라쥐속의 다른 종들과 마찬가지로 털이 길고 무성하며 부드럽다. 귀가 눈에 두드러지며 둥글다. 발은 넓지만 짧고, 앞발에는 네 발가락을 뒷발은 다섯 발가락을 갖고 있다. 작고 손톱같은 발톱은 빳빳하고 거센 털 뭉치로 덮여 있다. 등 쪽의 털은 회색이 섞인 진한 갈색이고, 옆구리는 약간 희미하고, 상체는 진한 회색 바탕에 털 끝은 연한 회색을 띤다.